# 符夹铁路
符夹铁路，位于安徽省淮北市，宿州市和江苏省徐州市。起自京沪铁路符离集站，至陇海铁路夹河寨站，长84.292公里。担负闸河煤田外运，并为绕过徐州铁路枢纽的联络线。

## 历史
1958年8月开工。分段建设。1966年6月30日建成。
2012年10月，符夹线扩能复线电化改造项目列为郑徐高铁符夹联络线工程。改造后满足120公里时速的双线，电力牵引，总投资人民幣64.22亿元。
2017年10月12日，配合淮北至萧县北客车联络线引入的淮北至淮北北站普速场区段接触网送电一次性成功。
2018年12月24日，符夹线扩能复线电化改造项目全线竣工，并按期投入运营。